# Festes de Santa Eulàlia

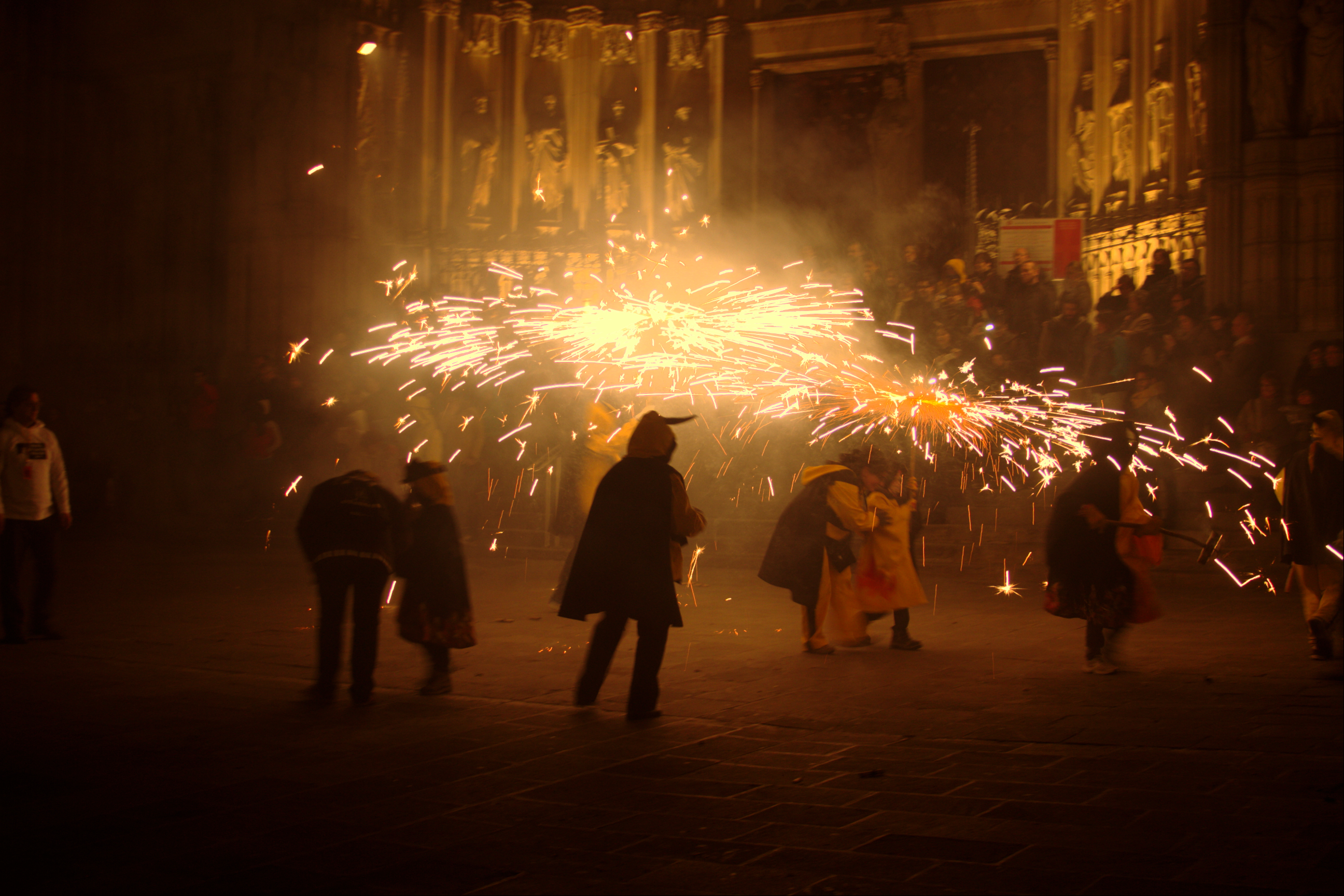
Correfoc de Santa Eulàlia davant de la catedral

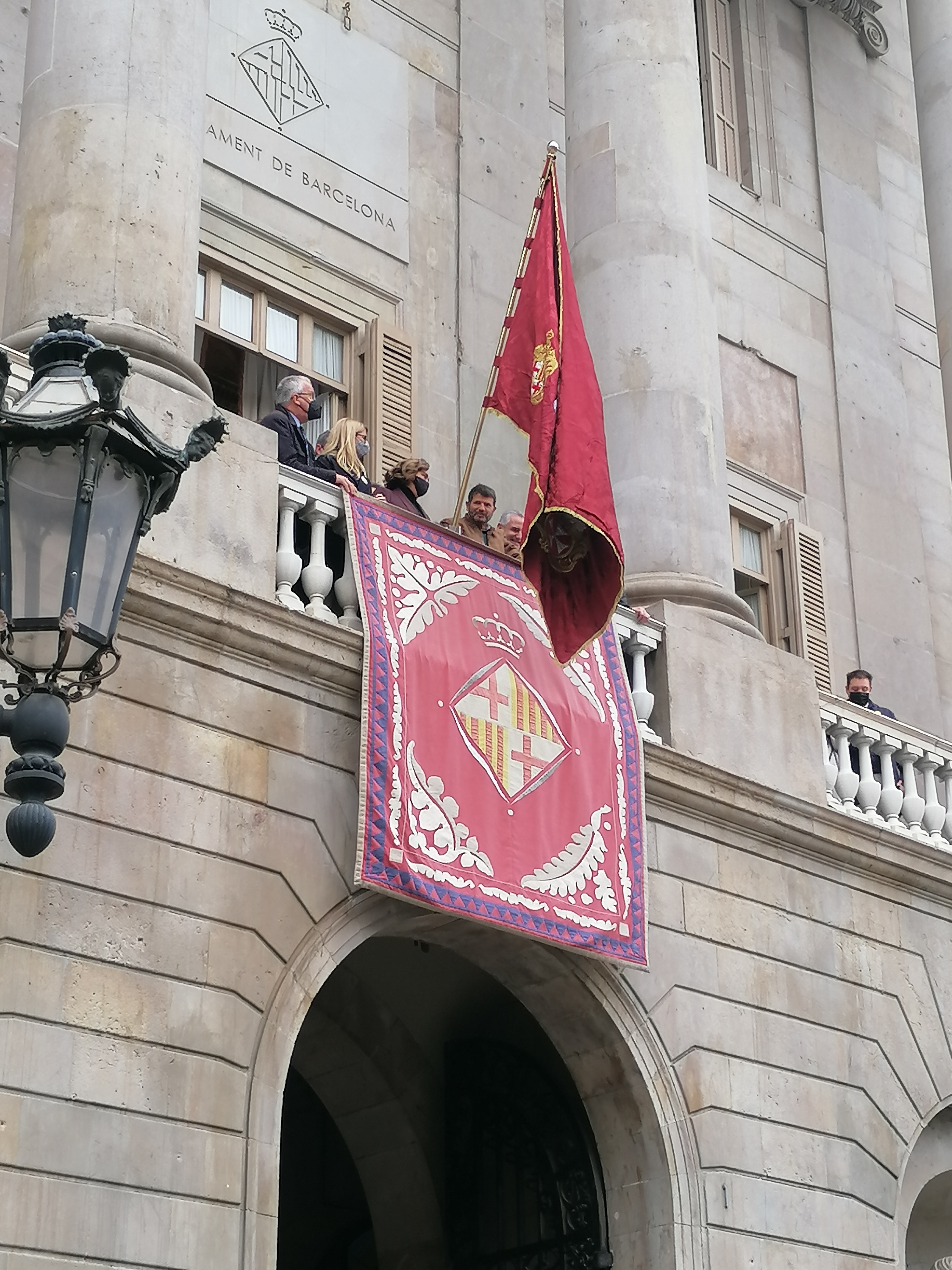
Col·locació del Penó Festes de Santa Eulàlia

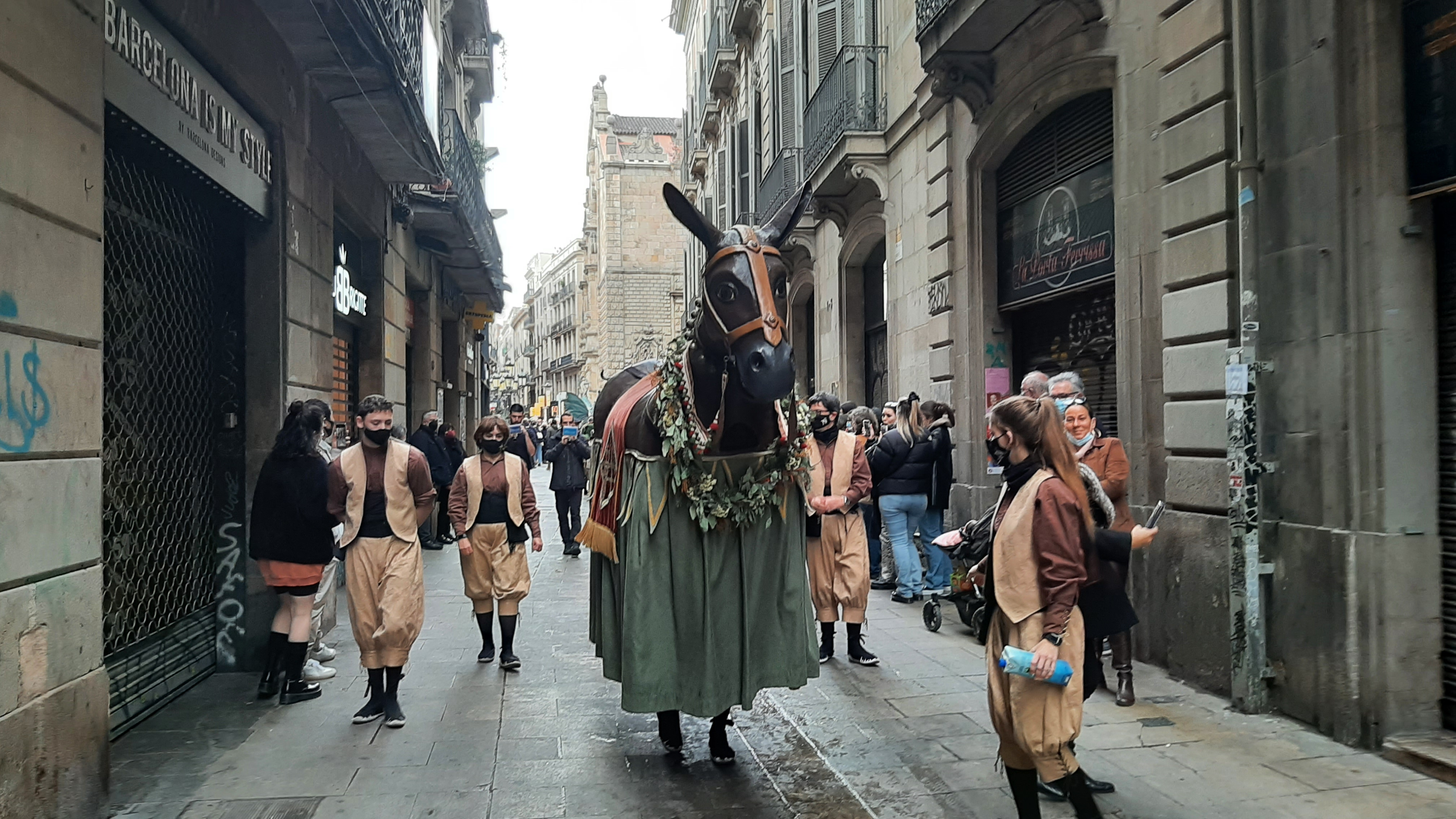
Foto del seguici de Santa Eulàlia

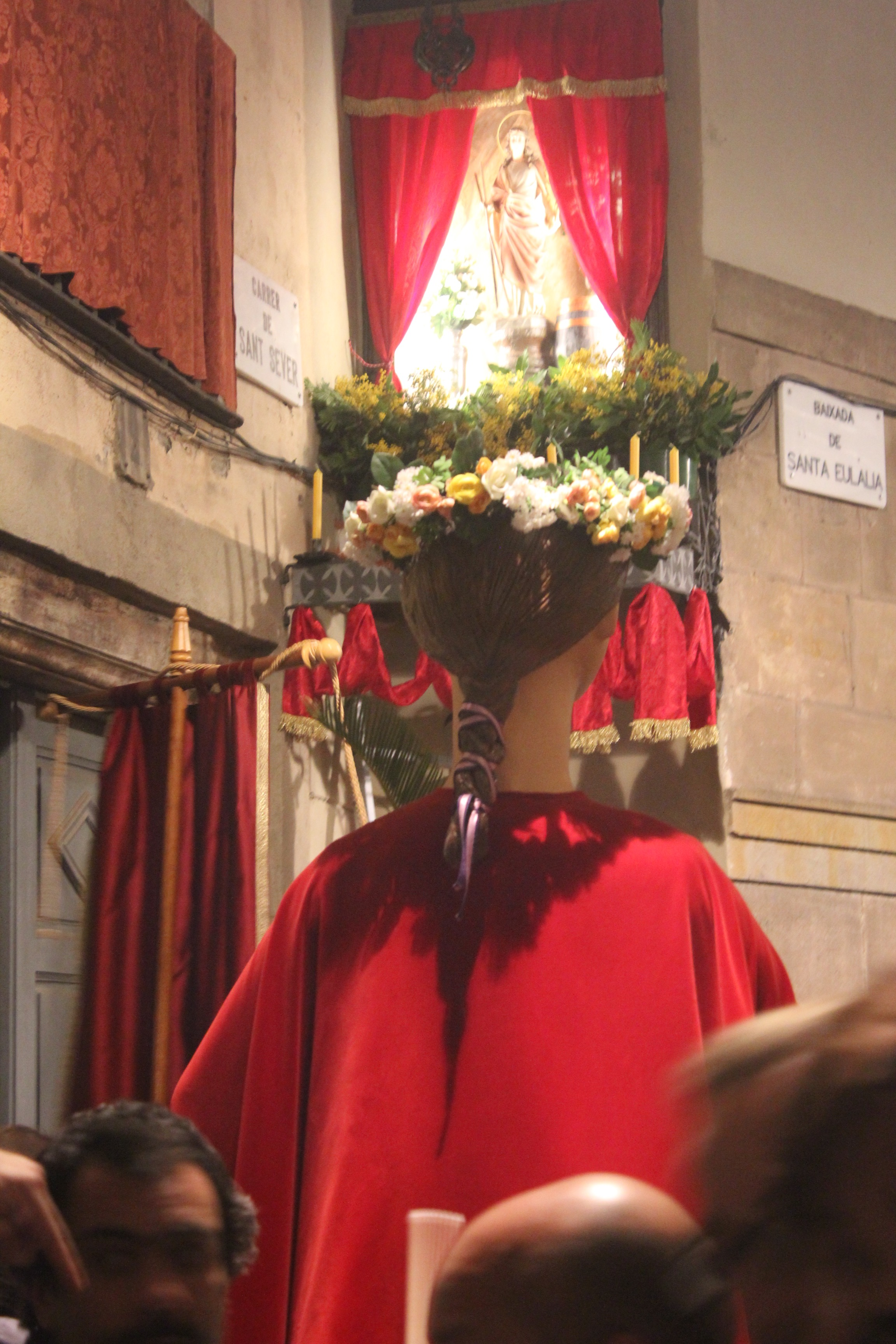
Gegantona Laia desfilant

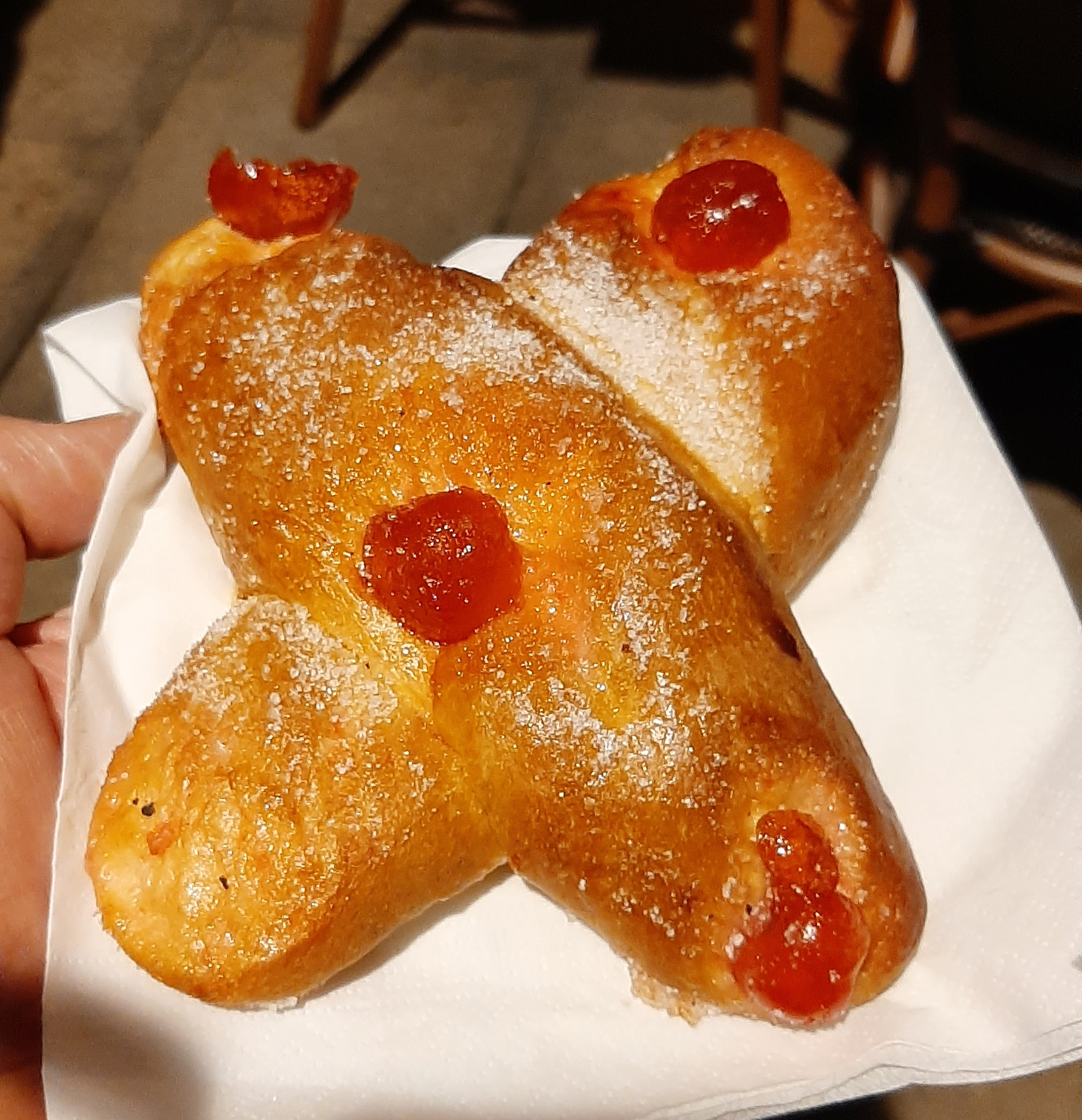
Aspes de Santa Eulàlia

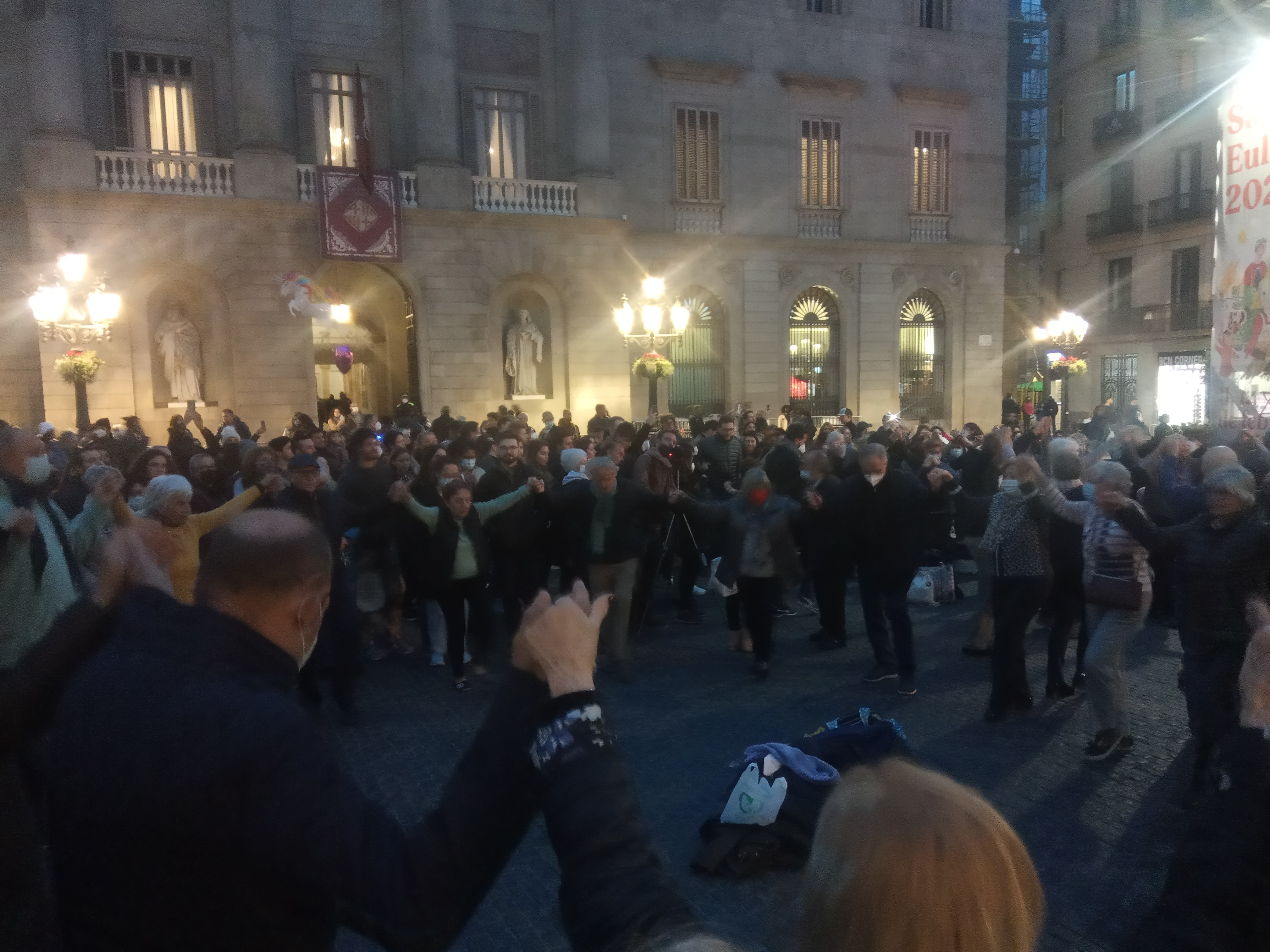
La Ballada de Sardanes

Les festes de Santa Eulàlia, també conegudes per la Laia o festa d'hivern de Barcelona, se celebren cada any pels volts del 12 de febrer a places i carrers de tota la ciutat. És una festa íntima i de petits formats, farcida d'activitats de cultura popular molt diverses i per a totes les edats. Entre més actes, es destaquen la processó de les Laies, el seguici de Santa Eulàlia, la diada castellera, les ballades de sardanes i el correfoc, amb la participació de bèsties fogueres i diables grans i petits.

## Motiu
La festa ret homenatge a Santa Eulàlia, patrona de la ciutat fins al segle xvii. El llegendari barceloní explica que en l'època de l'emperador romà Dioclecià, al segle iv, s'ordenà que fossin perseguits tots els cristians que hi havia a l'imperi. A Barcelona, molts es van amagar i uns quants van fugir. En vista d'aquella situació, Eulàlia, una nena de tretze anys que vivia en un mas de Sarrià, va demostrar una gran valentia presentant-se al cònsol Dacià per rebel·lar-se contra aquells actes tan injustos. Eulàlia fou empresonada i castigada, però no es va deixar vèncer i va lluitar tant pels seus ideals que van acabar costant-li la vida. D'ençà d'aleshores, aquella nena va passar a ser un símbol de solidaritat i de defensa de la justícia i encara avui és venerada pels barcelonins.

## Orígens
La celebració de la festivitat de Santa Eulàlia a Barcelona és relativament recent. Sense comptar algunes representacions populars, balls i jocs que es remunten al segle xviii, les festes de Santa Eulàlia han estat inconstants i circumscrites principalment a actes litúrgics de l'Església Catòlica i a celebracions institucionals de l'ajuntament barceloní fins ben entrats els anys vuitanta del segle xx.
Fou el 1983, amb la iniciativa de les colles de gegants de la Ciutat Vella (Amics del Gegant del Pi i de l'Associació de Festes de la plaça Nova), i el 1985, amb Maria Aurèlia Capmany de regidora de Cultura, quan es posaren les bases de la nova festa, que va prendre forma gràcies també a l'empenta de la Coordinadora de Colles de Gegants i Bestiari de la Ciutat Vella, que ràpidament hi incorporà nombrosos actes d'arrel tradicional. Amb els anys s'hi anaren afegint activitats i mostres de cultura popular molt diverses que s'han anat repetint. I finalment, als anys noranta, les festes de Santa Eulàlia quedaren consolidades amb un protocol festiu molt concret que les regula.

## Actes de les festes de Santa Eulàlia
- El Penó de Santa Eulàlia és una senyera que es penja durant tota la diada a la balconada principal de l'Ajuntament de Barcelona.[1] Aquest acte és un dels més simbòlics i antics de les festes. Es du a terme el 12 de febrer a tres quarts de deu del matí i el penó s'hi queda durant tota la diada. La batllessa acompanyada pel consistori és l'encarregada de col·locar el penó mentre sona l'himne nacional de Catalunya: Els segadors. Els mossos d'esquadra i els guàrdies municipals de servei en els respectius palaus es posen ferms i saluden el penó. La cerimònia disposa de la presència de la Gegantona Laia i la Secció Muntada de la Guàrdia Urbana. Tot seguit, s'enceta una jornada de portes obertes perquè la ciutadania pugui visitar l'Ajuntament de Barcelona[2]

- El seguici de Santa Eulàlia. El seguici de Santa Eulàlia és una gran cercavila que té l'origen el 1983 quan dues colles, les del Pi i la Plaça Nova el dissabte 12 de febrer van decidir ajuntar-se i celebrar una cercavila. I gràcies a aquesta petita celebració van néixer les festes de Santa Eulàlia contemporànies. Per això es considera que és un dels actes més antics de Ciutat Vella.[2] Compta amb la participació de gran part de la imatgeria festiva barcelonina: gegants, gegantons, nans, capgrossos i el Bestiari Històric de la Ciutat, encapçalats per la gegantona Laia, protagonista de la festa. A les deu del matí podem trobar els gegants plantats a la Plaça Reial en l’ordre del cercavila: Gegantona Laia amb la replica del penó de Santa Eulàlia, els gegants de la ciutat (Jaume i Violant) després el bestiari històric de la ciutat, el bestiari festiu i finalment els gegants de Ciutat Vella (Pi, Plaça Nova, Santa Maria del Mar, la resta de gegants de Barcelona per ordre d'antiguitat després els gegants d'altres barris de Barcelona que vulguin participar-hi i finalment els grups convidats). La desfilada comença a les onze del matí el diumenge més proper a la festa a la Plaça Reial i recorre la Rambla, Portaferrissa, Boters, Plaça Nova, Plaça Cucurulla, carrer del Bisbe, Sant Sever, baixada de Santa Eulàlia on els gegants de la Plaça Nova executen el "Ball dels gegants de la Plaça Nova - Ball de Santa Eulàlia", segueix per Banys Nous, carrer Ferran i la Plaça Sant Jaume.[2]S'acaba a la plaça de Sant Jaume amb balls protocol·laris que clouen la festa per aquest ordre: «Ball de la Gegantona Laia», «Ball de l'Àliga de la Ciutat», «Ball dels Gegants de la Ciutat» i, finalment, el «Ball de Santa Eulàlia», a càrrec dels Gegants nous de la Plaça Nova, on les melodies són interpretades per les formacions musicals que han acompanyat els balls durant el seguici. Les autoritats municipals electes presidiran els balls des de la balconada de l’Ajuntament.[2]

- La processó de les Laies. La passejada (o processó) de les Laies, és un dels actes populars més antics i celebrats de les Festes de Santa Eulàlia. L'acte va sorgir en les celebracions de la festa d'hivern de Ciutat Vella de l’any 1984. Se celebra a la diada de Santa Eulàlia el 12 de febrer, a partir de les set del vespre. Consisteix en una concentració, una desfilada i els balls de les gegantes de Ciutat Vella que durant el dia son rebatejades com a Laies. La concentració té lloc a les 19:00 a la plaça Sant Josep Oriol. En aquest mateix lloc el públic és convidat a una xocolatada on, es distribueixen les característiques aspes de Santa Eulàlia què són les menges de la diada. La passejada s'inicia pròpiament a les 19:30, encapçalada per la Gegantona Laia, les dues Laies de la Plaça Nova i la Laia del Pi, acompanyades per formacions de grallers. La cercavila circula pel carrer del Pi, la plaça de Cucurulla, el carrer dels Boters, la Plaça Nova, els carrers del Bisbe i el carrer de Sant Sever fins a arribar a la baixada de Santa Eulàlia on es troba la imatge d'aquesta col·locada en una fornícula. Allà, després de fer una ofrena floral es realitza el primer ball dels gegants de la Plaça Nova - Ball de Santa Eulàlia a càrrec de les dues gegantes Laia (geganta nova) i Laieta (geganta centenària) interpretat pels grallers. En acabar aquesta dansa les Laies arriben al seu últim destí, la plaça de Sant Jaume. Allà, cap a les 20:30 les gegantes Laia i Laieta desfilen sota el penó i se situen al centre de la plaça, a on ballen el "Ball de Santa Eulàlia" per últim cop aquell dia conjuntament amb la interpretació musical de la Cobla Ciutat de Barcelona.[3][3][3]
- Els protocols i balls de l'Àliga de la Ciutat. Després de passar per models diferents, actualment l'acte consisteix en una desfilada cívica que parteix de la plaça de Sant Jaume i s'acaba a la basílica de Santa Maria del Mar. Hi participa l'Àliga de Barcelona –escortada pel Lleó de Barcelona i els Gegants de Santa Maria del Mar–, precedida d'una rèplica del penó de Santa Eulàlia i amb l'acompanyament musical d'una formació tradicional de ministrers. Quan arriben a la plaça de Santa Maria, el Lleó i els gegants fan els balls respectius. Després la comitiva entra a Santa Maria del Mar i l'acte s'acaba amb el ball tradicional de l'Àliga de Barcelona davant l'altar de la basílica.[1]

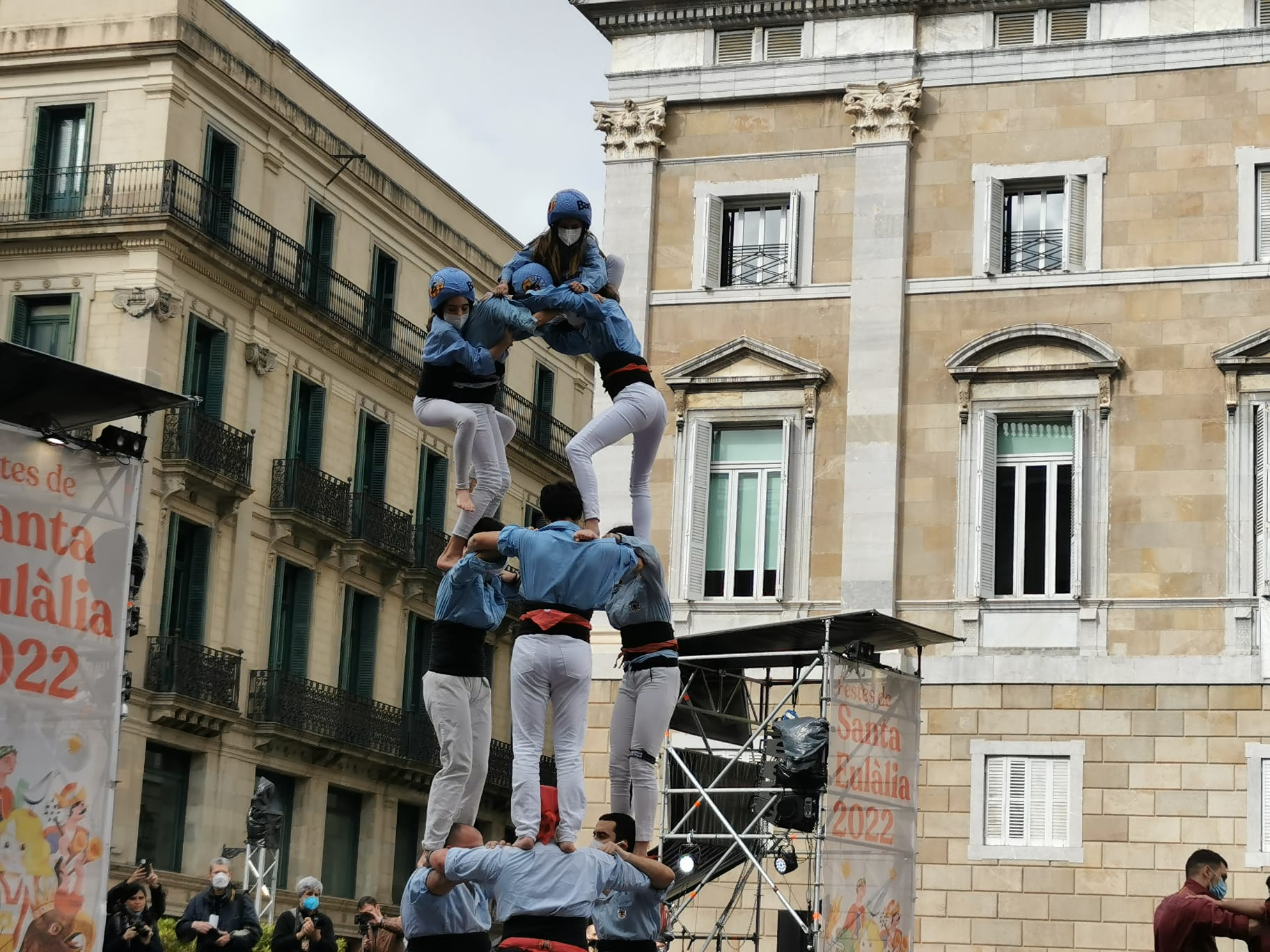
diada castellera Santa Eulália

- diada castellera Santa EuláliaLa diada castellera. Dins les festes de Santa Eulàlia, les colles castelleres barcelonines són protagonistes de la diada que se celebra el diumenge. Les colles castelleres es concentren a la plaça Nova a dos quarts d’una del migdia per fer una cercavila fins a la plaça de Sant Jaume, on es duu a terme la jornada de castells. A mig camí, davant la porta de Santa Eulàlia de la Catedral, algunes colles aixequen pilars d'honor. En acabat, continuen cap a la plaça de Sant Jaume, on entren amb pilars caminants, seguint l’ordre de col·locació a la plaça.[1] A la diada castellera hi poden participar de forma voluntària qualsevol de les colles de la Ciutat i per acord de la Coordinadora de Colles Castelleres de la Ciutat de Barcelona i és presidida des del balcó principal de l'Ajuntament pel consistori en ple. La diada castellera de les festes de Santa Eulàlia segueixen el Protocol particular de les diades castelleres de les festes de la ciutat de Barcelona. Segons aquest protocol si només participen tres colles, començaran amb les tres rondes tradicionals de castells amb dret a repetició. En canvi, si són més de tres colles, es faran les rondes simultànies i al finalitzar, cada colla tindrà dret a una ronda de repetició. La diada es clou amb els pilars de comiat de totes les colles participants.En les diades castelleres per acord de la Coordinadora de Colles Castelleres de la Ciutat de Barcelona s'escull una de les colles per realitzar el pilar al balcó de l’Ajuntament.[4]
- El correfoc. El correfoc és un dels actes més esperats i comença a la Rambla amb una desfilada de grups de percussió de totes les colles participants que arriba fins a la plaça de Sant Jaume. Des d'allà parteix el correfoc dels petits, que recorre carrers del barri Gòtic i s'acaba al pla de la Seu. El final de l'espectacle infantil dona pas a l'inici del correfoc de Santa Eulàlia, que compta amb la participació de les colles de diables i bestiari de foc de la Ciutat Vella i d'algun grup convidat, i acostuma a ser la cloenda de la festa.[1]
- La ballada de sardanes. El dia 12 de febrer a dos quarts de set del vespre, es fa una Ballada de Sardanes a la plaça de Sant Jaume a càrrec de la Cobla Ciutat de Barcelona. És un ball tradicional i molt present en les Festes de Santa Eulàlia, que acaba amb la interpretació del «Ball dels gegants de la Plaça Nova - Ball de Santa Eulàlia», coincidint amb l'arribada de la Processó o Passejada de les Laies[2] i que ha estat arranjat per a cobla pel mestre Jordi León.[5] També durant els dies de celebració els Sardanistes fan més ballades en els espais de la festa, per exemple el dissabte al vespre i el diumenge al migdia al Pla de la Seu i el diumenge al vespre a la plaça Sant Jaume.[4]Mostra d'Esbarts de Ciutat Vella de Barcelona

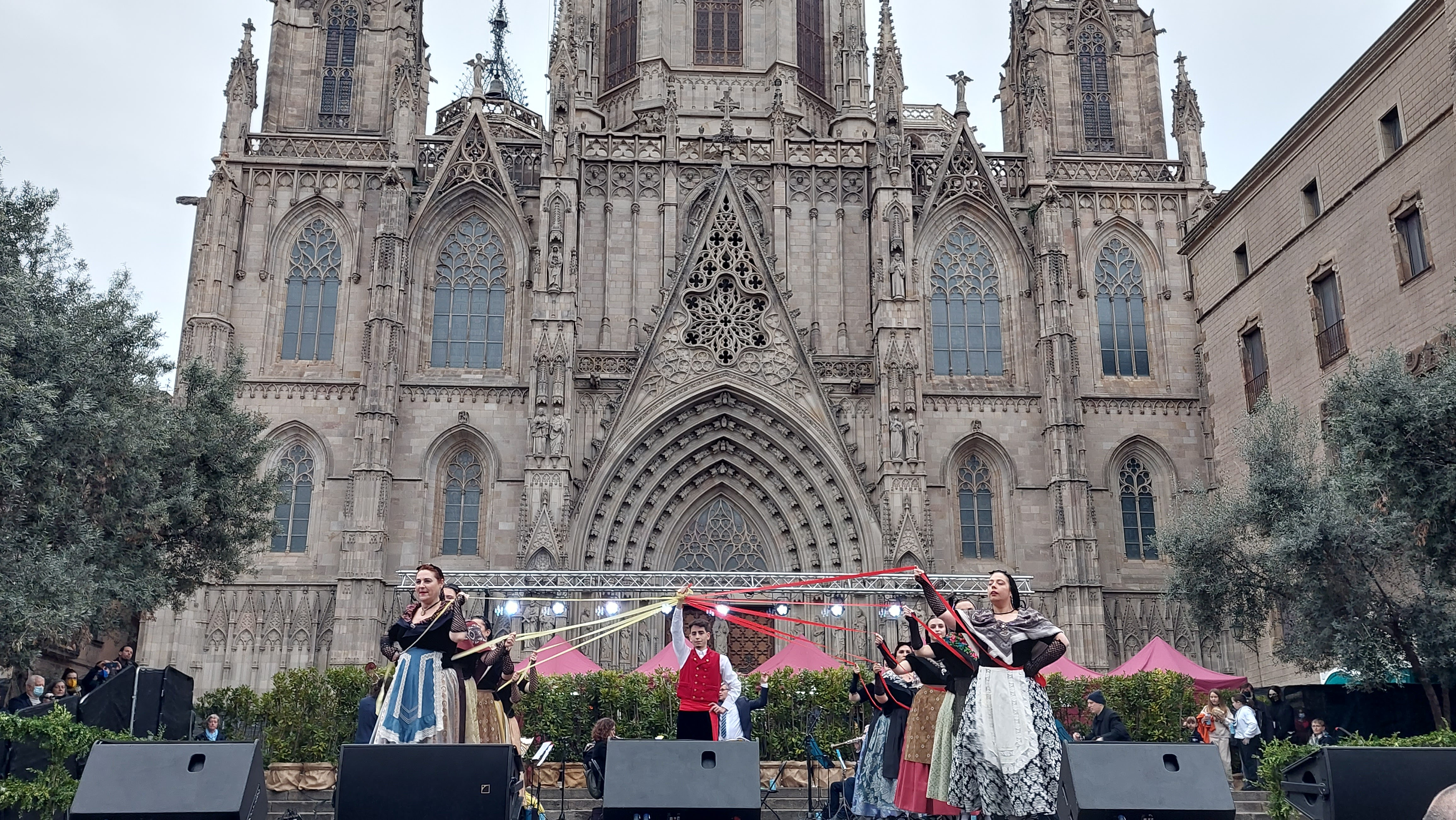
Mostra d'Esbarts de Ciutat Vella de Barcelona

- Mostra d'Esbarts de Ciutat Vella. La mostra d’esbarts de Ciutat Vella, consisteix en un grup de dansaires que ballen balls tradicionals catalans, acompanyats de música de cobla en directe. La mostra d'esbarts de Ciutat Vella s'inicià l'any 1988 quan encara era una diada pròpia de l'esbart Català de Dansaires.[4] Anys més tard es va incorporar a les festes el Ball de Santa Eulàlia com un nou acte sacramental a càrrec de l'Esbart Santa Eulàlia. Avui en dia es duen a terme a l'Avinguda Catedral al dissabte a la tarda més proper a la diada de Santa Eulàlia.[2]

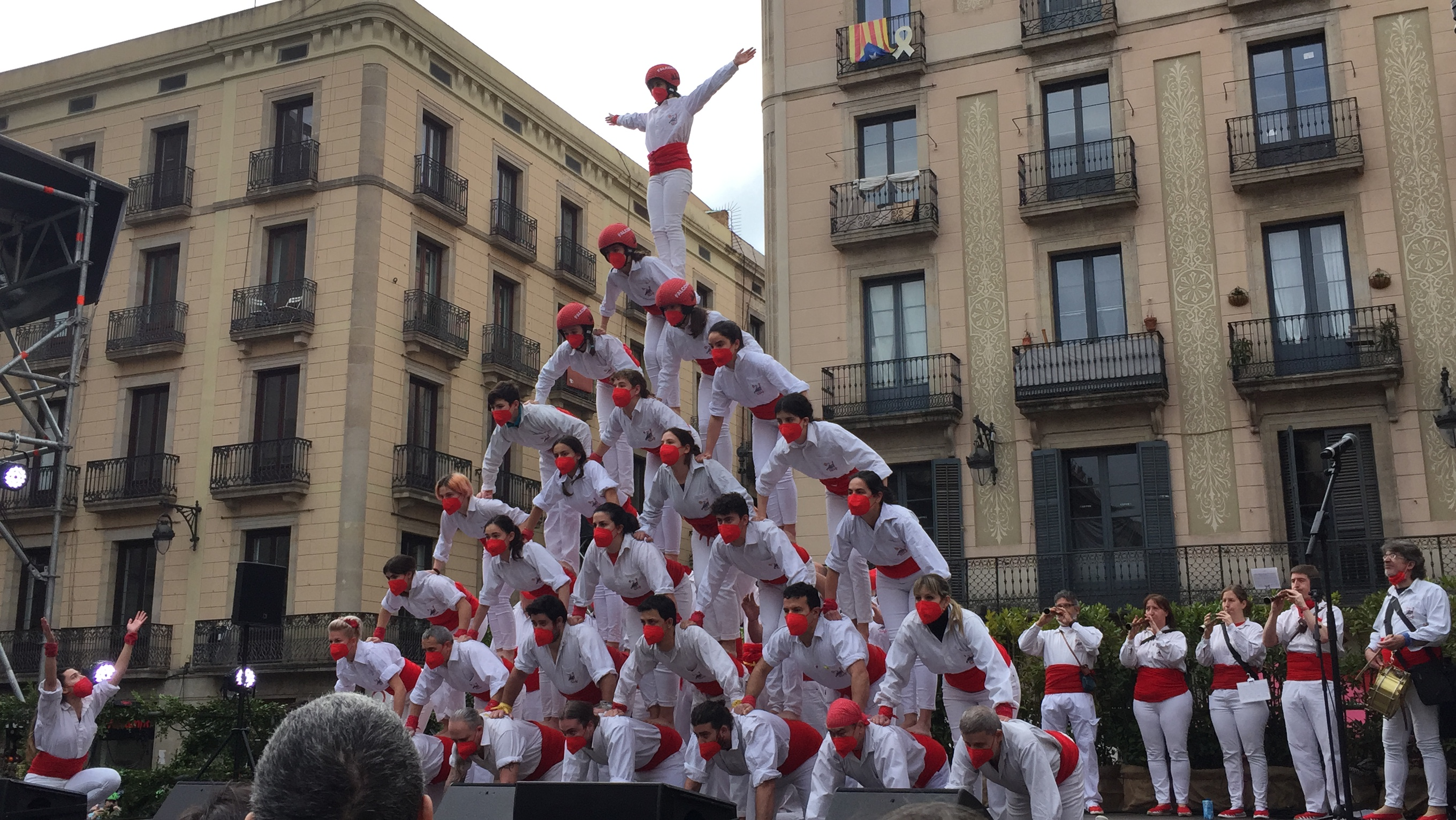
Diada de Falcons

- Diada de FalconsDiada de Falcons. L'actuació dels Falcons de Barcelona per les festes de Santa Eulàlia se celebra des de l’any 2003, l’any que es va crear i que es va realitzar la presentació oficial d’aquest grup. Els Falcons actuen el matí del dissabte més proper a la diada de Santa Eulàlia, al febrer. Fan les primeres figures a la Plaça Nova, segueixen pel carrer del Bisbe amb una curta cercavila, realitzen els pilars d’honor a prop de la Porta de Santa Eulàlia de la Catedral i acaben a la Plaça Sant Jaume amb l'actuació completa.[2]
- Trobada i ball de gegantons infantils i d’escola. Durant les Festes de Santa Eulalia se celebra la tradicional trobada de gegants, gegantons i altres figures festives que porta la mainada.[5]
- Els concerts. El concert de la Cobla Ciutat de Barcelona, se celebra el divendres de les festes a les vuit del vespre, en recinte tancat i es troba a la seu de la catedral de Barcelona o en un altre espai. El concert de la Banda Municipal de Barcelona, se celebra el dissabte de les festes a les dotze del migdia, a la plaça de Sant Jaume o en un altre espai.[5]
- Altres propostes festives de les Festes de Santa Eulàlia. Mostra del Bestiari Festiu de Catalunya, el concert coral de la federació Catalana d’Entitats Corals, la mostra de balls de gegantons infantils, la mostra d’esbarts dansaires infantils, les actuacions de corals infantils, les actuacions infantils d’escoles de dansa i les actuacions infantils d’escoles de música.[4]

## Moments importants
Barcelona convida l’any 2013 tot el seguici festiu de la Ciutat de Reus
L’any 2014 convida tot el seguici festiu de Cardona
L’any 2015 convida tot el seguici de Manresa
L’any 2016 convida tot el seguici de Mataró
L’any 2017 convida tot el seguici del Carnaval de Solsona